# Модричі-1
Модричі-1 — середньовічне оборонне городище руського часу (урочище Тептюж (Кіптяж)) домонгольського періоду XI – XIII ст., яке розташоване неподалік (близько 8 км на північний захід) від городища у Стебнику. Вершина та лісистий масив гори Тептюж згадується під топонімом "Сторожня" у актовій документації кінця XIV – XV століть.
В офіційній документації назва гори позначається, як "Кіптяж", що є помилкою, яка побутує винятково на планах та картосхемах лісових угідь Дрогобицького лісництва, позначаючи, таким чином, квадрат № 38. Ці картосхеми укладалися у 50-х роках XX століття, і тоді, ймовірно, працівниками лісгоспу була допущена банальна помилка в написанні географічної назви, коли "Тептюж" записали як "Кіптяж", і, автоматично, на початку 90-х років XX століття перенесли, без необхідних уточнень, в картосхему тодішнього районування Дрогобицького лісництва.
Городище Модричі-1 знаходиться в південній околиці м.Дрогобич, займає мисоподібне відгалуження південного схилу гори Тептюж. З південного та західного боку омивається р.Вишницею неподалік її впадіння в р.Тисмениця На півночі гора межує з мікрорайоном Дрогобича — Млинками (Млинки Шкільникові та Млинки Сівникові), на північному заході — з селом Дережичі, на південному сході — із селом Модричі, на південному заході — із селом Губичі. З півдня гору Тептюж оточує р. Вишниця, а з заходу — р. Тисмениця.
Також існують писемні згадки про городище під 1568 р. Гору Тептюж досліджували і описували у своїх працях Іван Верхратський та Іван Франко («Рутенці», «Boa Constrictor») у другій половині XIX ст.
| | \| «…Вони ішли через Тептюж, лишаючи Губиц збоку. Сонце сходило над Дрогобичем і облило кровавим світлом ратуш, костел і церков святої Тройці. Сюди ближче вилася, блискотячи, мов золота змія, Тисьмениця і шваркотіла в віддалі по камінні. Дуби в Тептюжі іно що зачинали розвиватися, зато сподом ліщина шевеліла вже своїм широким темно-зеленим листям… Ось вони минули Тептюж, — перед ними поле зелене, свіже, далі лука, замаєна цвітами, знов горбок, через котрий гадиною звивається стежка, — і ось бориславська кітлина». \| |
| — І. Франко в повісті «Boa Constrictor» (1878 р.) | |
| «…Вони ішли через Тептюж, лишаючи Губиц збоку. Сонце сходило над Дрогобичем і облило кровавим світлом ратуш, костел і церков святої Тройці. Сюди ближче вилася, блискотячи, мов золота змія, Тисьмениця і шваркотіла в віддалі по камінні. Дуби в Тептюжі іно що зачинали розвиватися, зато сподом ліщина шевеліла вже своїм широким темно-зеленим листям… Ось вони минули Тептюж, — перед ними поле зелене, свіже, далі лука, замаєна цвітами, знов горбок, через котрий гадиною звивається стежка, — і ось бориславська кітлина». | |

Городище у Стебнику мало вихід до перевалу у Східниці, й далі по р.Стрий — до Тустані та Верхнього Синьовиднього, через які пролягала «Руська путь», один з найбільш відомих тогочасних шляхів на Закарпаття та Угорщину. Вочевидь, одне з відгалужень «Руської путі» було пов'язане з солеварним промислом в районі Дрогобича, що і зумовило будівництво тут укріплених поселень Стебник та Модричі І.
Достовірно відомо, що села Модричі, Губичі та Дережичі, які складали трикутник, в центрі якого розташована гора Тептюж, були кілька разів повністю спустошені татарськими набігами: у 1624 році (охоплено м. Дрогобич), взимку 1626 році (м. Дрогобич не охоплено), а також в часі козацько-татарського набігу 1648 року.

## Археологічні розкопки
Під час археологічних розкопок, проведених студентами першого курсу (70 осіб) історичного факультету ДДПУ ім.І.Франка в період з 05.06 по 26.06.2010 року, що проходили археологічну та науково-дослідну практику в урочищі Тептюж Дрогобицького району Львівської області, на автономній базі “Наметове містечко «Тептюж-2010» під керівництвом кандидата історичних наук Романа Миськи було відібрано три проби деревини (два фрагменти колод та кілька фрагментів фашини), які були передані на аналіз професору Мареку Кромпцу з Краківської гірничо-видобувної академії. Результати радіовуглецевого аналізу двох проб:
- 1 проба — фрагменти фашини були датовані 910 ± 40 років тому, що дає по калібрації ймовірну (95,4%) дату 1030 — 1210 рр. н. е.;
- 2 проба — фрагмент вербової колоди був датований 1080 ± 40 років тому, що дає по калібрації ймовірну (95,4%) дату 880 — 1030 р. н.е.

Науково-дослідна лабораторія археології та краєзнавства історичного факультету Дрогобицького педагогічного університету імені І. Франка (Роман Миська, Ярослав Погоральський, Богдан Лазорак) досліджували північно-західний схил Тептюжа.